# Hydnophytum ferrugineum
Hydnophytum ferrugineum là một loài thực vật có hoa trong họ Thiến thảo. Loài này được P.I.Forst. mô tả khoa học đầu tiên năm 2001.